# Dravidar Kazhagam
Le Dravidar Kazhagam (ou Dravida Kazhagam), dont le nom signifie Organisation dravidienne fut le premier parti entièrement dravidien créé en Inde. C'est en 1944 que Periyar E. V. Ramasamy donne ce nom à l'ancien  « Parti de la Justice » (Justice Party), dont il avait pris la tête en 1939.